# National Highway 24
National Highway 24 (NH 24) ist eine Hauptfernstraße im Norden des Staates Indien mit einer Länge von 438 Kilometern. Sie beginnt im Nationalen Hauptstadtterritorium Delhi und führt nach 7 km durch dieses Unionsterritorium weitere 431 km durch den benachbarten Bundesstaat Uttar Pradesh über Ghaziabad, Hapur, Moradabad, Bareilly, Shahjahanpur und Sitapur bis zu dessen Hauptstadt Lucknow.